# سیارک ۱۳۰۷۰
سیارک ۱۳۰۷۰ (به انگلیسی: 13070 Seanconnery، نامگذاری:1991RO2) سیزده هزار و هفتادمین سیارک کشف شده‌است که در ۸ سپتامبر ۱۹۹۱ کشف شد.
قدر مطلق سیارک برابر ۱۴٫۶۰ است.